# Poshteh-ye Māzhīn
Poshteh-ye Māzhīn (persiska: پشته ماژین) är en ort i Iran.   Den ligger i provinsen Ilam, i den västra delen av landet, 500 km sydväst om huvudstaden Teheran. Poshteh-ye Māzhīn ligger 577 meter över havet och antalet invånare är 245.
Terrängen runt Poshteh-ye Māzhīn är kuperad åt sydost, men åt nordväst är den bergig. Runt Poshteh-ye Māzhīn är det ganska glesbefolkat, med 28 invånare per kvadratkilometer. Närmaste större samhälle är Vachakāb, 18,8 km väster om Poshteh-ye Māzhīn. Omgivningarna runt Poshteh-ye Māzhīn är i huvudsak ett öppet busklandskap.